# Como um Vício
Como um Vício é o sétimo álbum de estúdio/compilação de Gabriel o Pensador, lançado em 2008. 

## Faixas
1. Tem alguém Aí?
2. Tô Vazando
3. Cantão
4. Ãh
5. Filho da Patria Iludido
6. Xaxado Chiado
7. FDP
8. Estudo Errado
9. +1 Dose
10. Amigo Urso – Resposta do Amigo Urso
11. Blitz 1
12. É Pra Rir ou Pra Chorar
13. FDP²
14. Retrato de Um Playboy (Juventude Perdida)
15. Dança do Desempregado
16. Não Dá pra Ser Feliz
17. Brazuca (Remix)
18. Blitz 2
19. Porca Miséria
20. Rap do Feio
21. Como um Vício
22. Faça o Diabo Feliz
23. FDP³
24. Nádegas a Declarar
25. Sem Saúde
26. Retrato de Um Playboy - Parte II